# 貴族院 (日本)

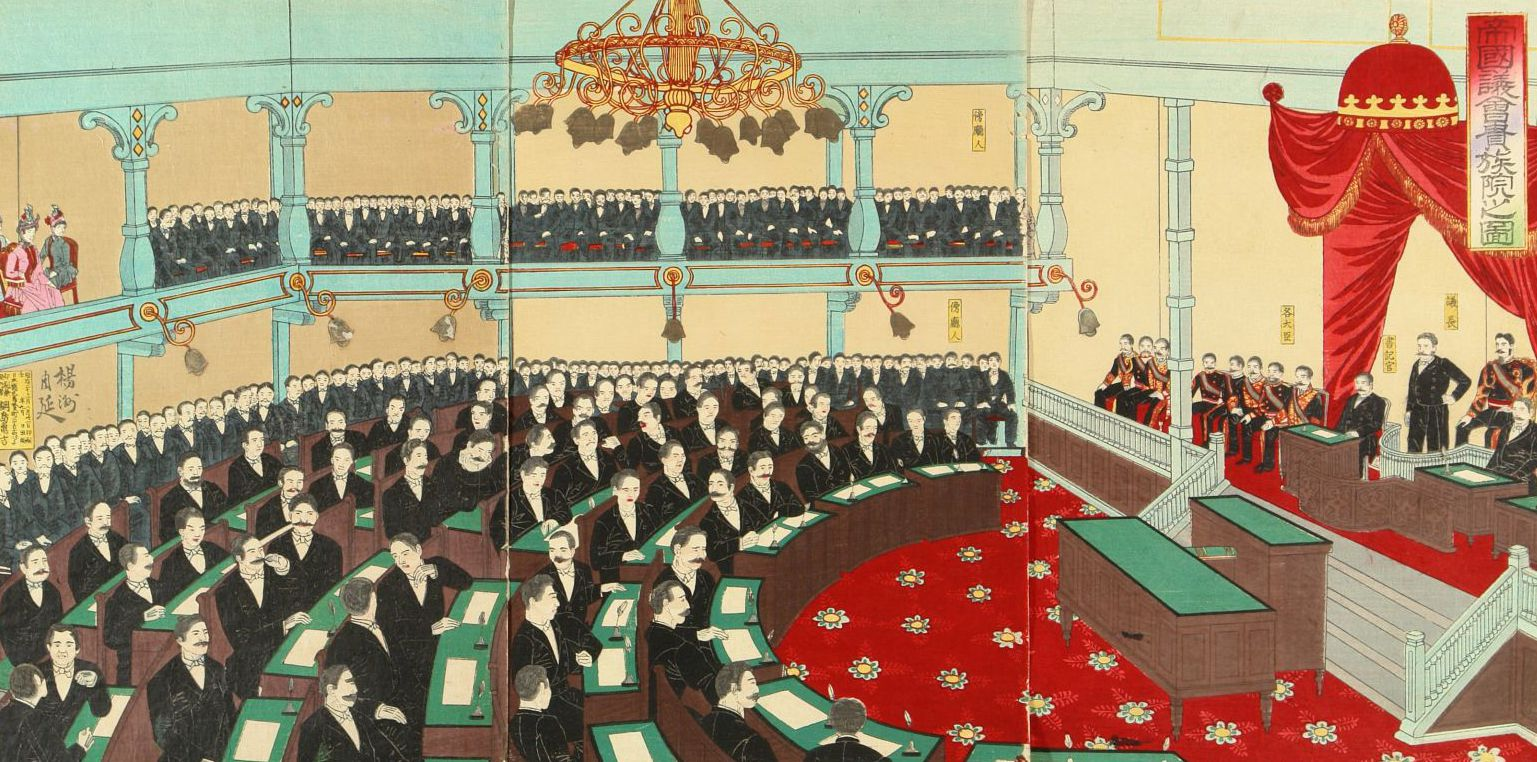
帝國議會貴族院之圖（繪：豐原周延）

貴族院（日语：／ Kizoku in */?）是昔日日本帝國議會的兩個議院之一，從1890年（明治23年）11月29日至1947年（昭和22年）5月2日間設置，简稱「貴院」。和眾議院同格，但是眾議院擁有預算先議權。由非民選的皇族議員、華族議員、敕任議員所構成，不實施解散制度，議員多數是終身任期。貴族院廢止後，其地位由參議院取代。

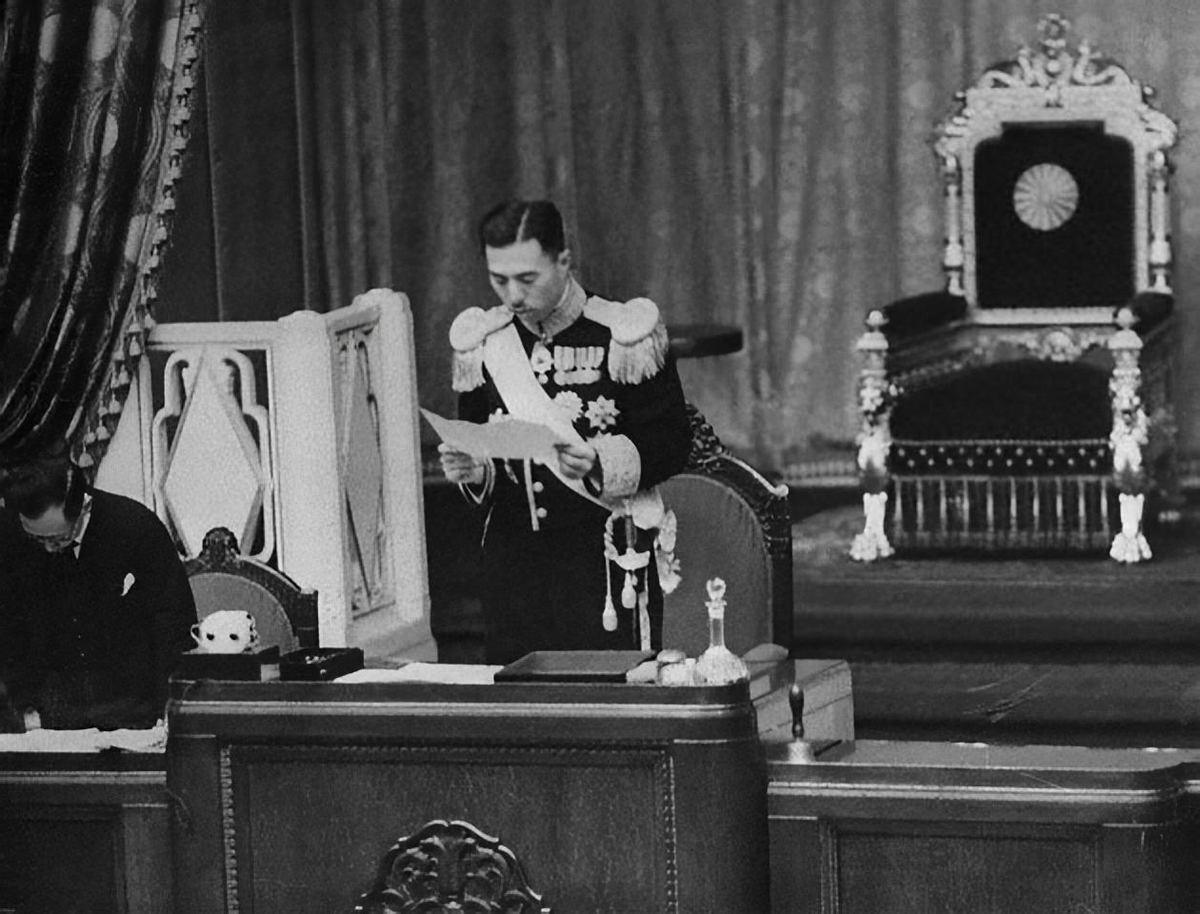
1936年（昭和11年）、貴族院議長近衛文麿在貴族院開院式朗讀敕語奉答文

議院或議員之權限依議院法、貴族院令（明治22年敕令第11號）、其他法令規定。
議員的任期原則是7年，皇族議員、華族議員之中的公侯爵議員、敕任議員之中的敕選議員是終身議員。華族議員之中的伯子男爵議員由同爵位者互選產生。議員的歲費（議員報酬）由議院法規定。
1890年（明治23年）開會的第1回通常會到1946年（昭和21年）開會的第92回通常會為止，議員總數約250名到400名。第92回議會停會當時的議員總數共373名。

## 資格

### 皇族議員
滿18歲的皇太子・皇太孫和滿20歲的其他皇族男子自動成為議員（貴族院令第2條）。無固定人數、也無歲費。

### 華族議員
華族議員從華族中選任。依爵位不同，選任方法、任期等規定也相異。

#### 公爵議員・侯爵議員
滿25歲的公爵・侯爵自動成為議員（貴族院令第3條）。無固定人數、也無歲費。
1925年（大正14年），貴族院令改正（大正14年敕令第174號），年齡改成滿30歲。

#### 伯爵議員・子爵議員・男爵議員
滿25歲的伯爵・子爵・男爵之中同爵位者互選產生（貴族院令第4條第1項）。任期7年。互選方法等依貴族院伯子男爵議員選舉規則（明治22年敕令第78號）規定。選舉採完全連記制。

### 敕任議員

#### 敕選議員
對國家有勳勞、或有學識的30歲以上的男子，由天皇任命（貴族院令第5條）。敕選議員是終身議員（貴族院令第5條）。
1905年（明治38年）以後，固定人數在125人以內。

#### 帝國學士院會員議員
1925年（大正14年），新設。帝國學士院會員之中30歲以上的男子互選。任期7年。固定人數4名。互選方法等依貴族院帝國學士院會員議員互選規則（大正14年敕令第233號）規定。

#### 多額納稅者議員
土地或工業・商業的多額直接國稅納付者之中30歲以上的男子互選（貴族院令第6條）。任期7年。互選方法等依貴族院多額納稅者議員互選規則（大正14年敕令第234號）規定。
1925年（大正14年），固定人數在66人以內。1944年（昭和19年），改成固定人數在定員67人以內。

#### 朝鮮敕選議員・台灣敕選議員
朝鮮或台灣在住滿30歲以上的男子之中有名望者由敕任產生。固定人數在10人以內。1945年4月增加一席，但因戰爭結束而幾乎沒有運作。1946年5月16日召開的第90屆帝國議會（臨時會議）於6月20日開幕，確定了9名外地議員名單，（其中包含6名朝鮮議員及3名台灣議員）。6月25日，政府向上議院提交了上議院修正案草案，刪除了關於朝鮮和台灣貴族院議員的規定，6月29日，草案在全體會議上獲得通過。在3月9日的全體會議上，主席報告說，9名外地議員的資格已於7月4日取消。1946年（昭和21年），放棄朝鮮、台灣的統治權後廢止。
| 朝鮮選出議員 | 宋鍾憲（野田鍾憲／伯爵） | 李埼鎔（子爵）     | 尹致昊（伊東致昊）   | 金明濬（金田明） |
| 朝鮮選出議員 | 韓相龍                   | 朴相駿（朴澤相駿） | 朴重陽（朴忠重陽）   |                  |
| 台灣選出議員 | 辜顯榮                   | 許丙               | 簡朗山（綠野竹二郎） | 林獻堂           |

## 歷史
貴族院關係法令之起草由金子堅太郎担當。金子在當初使用「元老院」的名稱，但是被伊藤博文否定，結果定為「貴族院」。
第二次世界大戰後，也参加日本國憲法的審議。1947年（昭和22年），由於大日本帝國憲法廢止和日本國憲法施行，貴族院和華族制度廢止。貴族院的議場由新設的参議院繼承。

## 院內會派
以下是主要的院內會派。
火曜會
公爵和侯爵議員組成的會派。少數派，但是全由終身議員構成，所以擁有強大的影響力。德川家達（第4代議長）、近衛文麿（第5代議長）、德川圀順（第7代議長）、德川家正（第8代議長）等所屬。
研究會
1891年（明治24年）11月，由反對勤儉尚武建議案的同志會、有志者會、千家尊福等人的團體結成。結成時是以子爵議員為中心，和藩閥政府合作，之後標榜「不偏不黨」。1892年，組織互選團體尚友會。擁有許多伯爵・子爵議員，貴族院院內會派中的最大勢力。之後官僚出身的敕選議員也多數所屬。松平賴壽（第6代議長）等所屬。
公正會
1919年（大正8年），以男爵議員為中心結成。
茶話會
平田東助等人為中心結成的官僚系敕撰議員的會派。由山縣有朋系統相關的議員結成，貴族院中的官僚派・反政黨主義的牙城。
交友俱樂部
原敬等人的策畫而結成的官僚系敕撰議員的會派。由伊藤博文・西園寺公望系統相關的議員結成，支持政黨政治，實質上是貴族院中的政友會的別働隊。
同成會
土曜會的後繼會派，以官僚系敕撰議員為中心。多為親民政黨的議員，實質上是貴族院中的民政黨的別働隊。
三曜會
貴族院議長近衛篤麿所屬。
同和會
茶話會的後繼會派，由舊茶話會和無所屬議員為中心結成。有反研究會・反政友會的色彩，和同成會同樣，實質上是貴族院中的民政黨的別働隊。
無所屬俱樂部
1941年4月30日發足。由廣田弘毅、後藤文夫敕選議員為中心結成。之後，東鄉茂德、小林一三等人也加入。
1920年（大正9年）7月，各會派的所屬者數：研究會143、公正會65、茶話會48、交友俱樂部44、同成會30、無所屬67、計397
1947年（昭和22年）3月，帝國議會終了時各會派的所屬者數：研究會142、公正會64、交友俱樂部41、同成會33、火曜會32、同和會30、無所屬俱樂部、22、無所屬8、計373名
戰後初期，取代貴族院的参議院中，有許多舊貴族院議員出身的當選者，構成標榜不偏不黨的院內會派・綠風會，一時之間作為参議院最大會派對國政擁有相當大的影響力。但是，最後所屬議員被政黨（大多數是自由民主黨等保守政黨）吸收。

## 內閣總理大臣輩出
大日本帝國憲法下，內閣總理大臣必須是國會議員，但未必是衆議院議員。現任的眾議院議員擔任首相者，在大日本帝國憲法下的33位首相之中，最早的是原敬，還有濱口雄幸、犬養毅，共3人。
另一方面，現任的貴族院議員擔任首相者以伊藤博文為開端，有松方正義、大隈重信、桂太郎、西園寺公望、高橋是清、清浦奎吾、加藤高明、若槻禮次郎、近衛文麿、東久邇宮稔彦王、幣原喜重郎、吉田茂等多人。

## 關連項目
- 帝國議會 (日本)
- 參議院 (日本)

## 脚注
1. 1 2 3 4 5  『事典 昭和戦前期の日本』 37頁。
2. 1 2 3 4  『事典 昭和戦前期の日本』 38頁。
3. ↑  『事典 昭和戦前期の日本』 38-39頁。
4. 1 2  『事典 昭和戦前期の日本』 39頁。
5. 1 2  尹德榮子爵（朝鮮貴族）、朴泳孝侯爵（朝鮮貴族）、辜顯榮（台灣出身）不在此類之中，屬於貴族院議員的一般勅選議員。
6. 1 2  . dl.ndl.go.jp.   [2022-06-19]. （原始内容存档于2021-10-05） （日语）.
7. ↑  『事典 昭和戦前期の日本』 224頁。

## 外部連結
- 憲政資料室 貴族院五十年史編纂会収集文書[永久]